# Anastasiya Makárova
Anastasiya Románovna Makárova –en ruso, Анастасия Романовна Макарова– (8 de enero de 2003) es una deportista rusa que compite en natación, especialista en el estilo braza.
Ganó cinco medallas en los Juegos Olímpicos de la Juventud de 2018 (tres de oro, una de plata y una de bronce), tres medallas de plata en el Campeonato Mundial Junior de Natación de 2019 y siete medallas en el Campeonato Europeo Junior de Natación, en los años 2018 y 2019.